# Ammerländer Heerstraße
Die Ammerländer Heerstraße ist eine Hauptverkehrsstraße im Westen der Stadt Oldenburg in Niedersachsen. Sie verlängert beginnend im Stadtteil Haarentor die aus der Innenstadt kommende Ofener Straße in den Randstadtteil Wechloy, wo sie im benachbarten Bad Zwischenahn im Landkreis Ammerland als Hermann-Ehlers-Straße fortgeführt wird. Die Ammerländer Heerstraße war ehemals Bestandteil der Bundesstraße 75.

## Geschichte
1936 wurde die Ofener Chaussee in Ammerländer Heerstraße umbenannt, der Name geht auf die ehemalige Bedeutung als diese zurück. 1941 wurde in der Straße ein Lager für Zwangsarbeiter errichtet.
Die Bundesstraße 75 verlief ursprünglich auf ganzer Länge bis zur jetzigen Anschlussstelle „Oldenburg-Haarentor“ der Bundesautobahn 28 über die Ammerländer Heerstraße. Östlich der jetzigen Anschlussstelle „Oldenburg-Wechloy“ wurde bereits in der Zeit nach dem Zweiten Weltkrieg die Bundesstraße 75 weiter nach Norden verlegt, wo sie nahe dem heutigen „Autobahndreieck Oldenburg-West“ auf die damalige Bundesstraße 69 traf.

## Verlauf und Anlieger
Stadtauswärts gesehen beginnt die Ammerländer Heerstraße als Gemeindestraße an der Anschlussstelle „Oldenburg-Haarentor“ der BAB 28. Hier verlängert sie in ca. 1 km Entfernung von der Oldenburger Innenstadt die von dort kommende Ofener Straße. Zudem beginnt hier der Prinzessinweg, dessen Verlängerung, die Bloherfelder Straße, die Hauptverbindungsstraße in den Stadtteil Bloherfelde ist. An diesem Verkehrsknotenpunkt zu Beginn der Ammerländer Heerstraße sind vor allem Gewerbe- sowie Gastronomiebetriebe angesiedelt.
Im weiteren Verlauf der Straße schließt sich stadtauswärts ein Gebiet an, in dem sich die Berufsbildende Schule (BBS) Haarentor mit ca. 2100 Schülern befindet. Die BBS wurde 1898 gegründet und gilt als älteste Schule ihrer Art im Oldenburger Land. Neben der Berufsbildung befindet sich im Gebäude der Schule auch eine Fachoberschule und ein Wirtschaftsgymnasium.  Auf der anderen Straßenseite liegt der katholische Friedhof.
Danach ist sie von Wohnbebauung, vermischt mit kleineren Gewerbebetrieben, umgeben. Nach der Kreuzung mit den Straßen Haarenfeld und Schützenweg, die beide im Wesentlichen Wohnbebauung aufweisen, liegt linker Hand das Gelände der Carl von Ossietzky Universität Oldenburg. Direkt an der Ammerländer Heerstraße liegen insbesondere die älteren Bauten der früheren pädagogischen Hochschule und der Neubau des Hörsaalzentrums. Gegenüber der Universität befindet sich im Wesentlichen Wohnbebauung.
Nach der Kreuzung mit den Straßen Artillerieweg und Uhlhornsweg, an dem sich der „Campus Haarentor“ der Universität mit den Geistes- und Sozialwissenschaften sowie der Hauptmensa und der Bibliothek befindet, folgt das „Ökozentrum“, das erbaut wurde um in direkter Nachbarschaft der Universität ökologisch orientierte Dienstleistungsunternehmen anzusiedeln. Es beinhaltet aber auch Studentenwohnungen, Bankdienstleistungen und ein Geburtshaus. In diesem Gebäude ist der Sitz des Präsidenten der Universität, während das eigentliche Präsidium sich noch auf der anderen Straßenseite befindet.
Direkt anschließend an das Universitätsgelände stadtauswärts befindet sich ein Standort der landwirtschaftlichen Untersuchungs- und Forschungsanstalt (LUFA Nord-West) der Landwirtschaftskammer Niedersachsen. Am Standort Ammerländer Heerstraße befinden sich die Institute für Lebensmittelsicherheit und Tiergesundheit. In direkter Nachbarschaft zur LUFA befindet sich die ehemalige Geschäftsstelle der Landesvereinigung der Milchwirtschaft Niedersachsen e. V. Dieses Gebäude wird jetzt gemeinsam von der LUFA und der Uni Oldenburg genutzt.
Direkt anschließend folgen auf der rechten Straßenseite ein Tagungszentrum der Deutschen Telekom und nach wenigen hundert Metern die Abzweigung der Carl-von-Ossietzky-Straße, an der sich der Standort Wechloy der Universität für die naturwissenschaftlichen Fakultäten (Chemie, Physik, Biologie, ICBM), die Informatik und die Mathematik befinden.

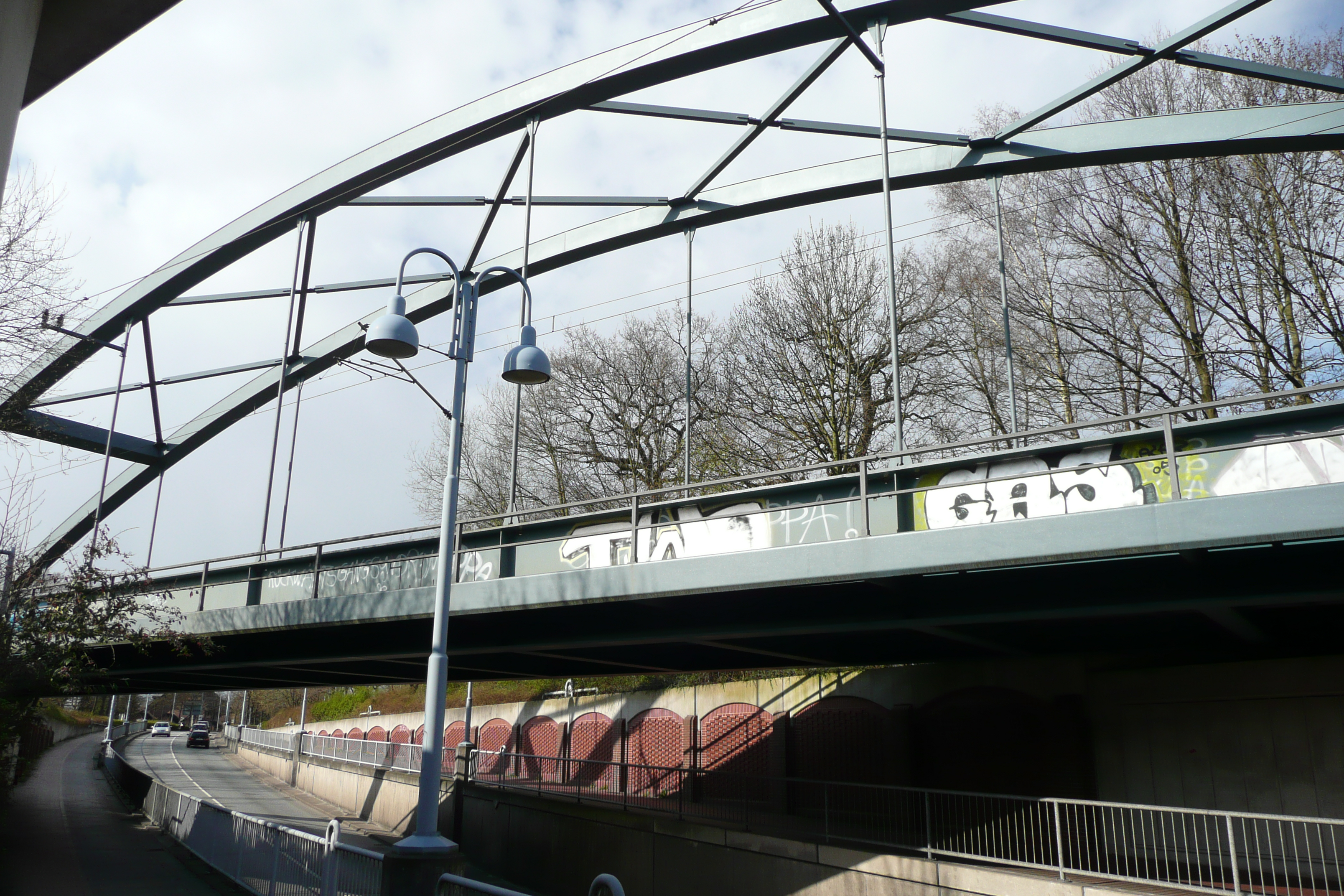
Eisenbahnbrücke Ammerländer Heerstraße

Die Ammerländer Heerstraße unterquert nun in Troglage die Bahnstrecke Oldenburg–Leer nach Ostfriesland. Rechts davon hält die Regio-S-Bahn Linie RS3 am Haltepunkt Wechloy, dessen Zufahrtsstraße Im Technologiepark hier abzweigt.
Es folgt die Kreuzung mit dem Küpkersweg und dem Pophankenweg. Am Küpkersweg, bzw. dessen Nebenstraße Marie-Curie-Straße, befindet sich das TGO (Technologie- und Gründerzentrum Oldenburg), das neu gegründeten Firmen Räumlichkeiten und Dienstleistungen zur Verfügung stellt, sowie einige An-Institute und weitere Ausgründungen der Universität.
Im weiteren Verlauf unterquert die Ammerländer Heerstraße an der Anschlussstelle „Oldenburg-Wechloy“ zum zweiten Mal die BAB 28. Von hier ab wird sie als „Kreisstraße“ 348 der Stadt Oldenburg. weitergeführt. Nördlich der Autobahn erschließt die Straße die Zufahrt zum Einkaufszentrum Wechloy, das nach der Innenstadt die größte Ansammlung an Einzelhandelsgeschäften Oldenburgs beinhaltet. Der dort 1967 eröffnete famila-Einkaufsmarkt war das erste Geschäft dieser Warenhausgruppe. 
Nach etwa 3,5 km erreicht die Ammerländer Heerstraße die Stadtgrenze Oldenburgs und geht dort in die Kreisstraße 348 des Landkreises Ammerland über.

## Verkehr
- ÖPNV: Die Ammerländer Heerstraße wird von den Buslinien 310 (Endpunkt Wehnen in der Gemeinde Bad Zwischenahn im Ammerland) und 306 (Endpunkt Standort Wechloy der Carl-von-Ossietzky-Universität) bedient. Zusätzlich quert die Buslinie 324 die Ammerländer Heerstraße in Höhe des Standorts Haarentor der Universität (Kreuzung mit Uhlhornsweg und Artillerieweg). Alle drei Linien verbinden die Ammerländer Heerstraße mit der Oldenburger Innenstadt. Außerdem grenzt auf Höhe der Straßen Grotepol und Carl-von-Ossietzky-Straße der 2016 freigegebene Bahnhaltepunkt Oldenburg-Wechloy an die Ammerländer Heerstraße, womit eine direkte Nahverkehrszug-Verbindung nach Bremen bzw. Bad Zwischenahn besteht.

- Straßenverkehr: Die Ammerländer Heerstraße ist ein der wichtigsten Verkehrsachsen der Stadt und hat eine entsprechende Bedeutung für den motorisierten Individualverkehr, auch für berufliche Ein- und Auspendler. Sie ist diesbezüglich zeitweise hoch belastet.[9]

- Radverkehr: Durch die Studenten der Universität, aber auch infolge des Bemühens Oldenburgs, sich als Fahrradstadt zu präsentieren, übernimmt die Heerstraße mit den sie unmittelbar begleitenden Radwegen auch hierfür eine wichtige Funktion.[10]